# Gerlachowska Turniczka
Gerlachowska Turniczka, także Gierlachowska Turniczka (słow. Gerlachovská vežička) – mała turniczka znajdująca się w północnej grani Zadniego Gerlacha w głównej grani słowackich Tatr Wysokich. Od Wyżniej Wysokiej Gerlachowskiej oddziela ją Niżnia Gerlachowska Przełączka, a od Niżniej Wysokiej Gerlachowskiej odgraniczona jest Wyżnią Łuczywniańską Szczerbiną. Na wierzchołek Gerlachowskiej Turniczki nie prowadzą żadne znakowane szlaki turystyczne, mają na nią dostęp jedynie taternicy.
W kierunku Doliny Wielickiej Gerlachowska Turniczka opada wyraźnie wyodrębnioną od innych ścianą. Ku Dolinie Kaczej natomiast wysyła ona wybitne skalne żebro.

## Historia
Pierwsze wejścia turystyczne:
- G. Horváth i Johann Hunsdorfer senior, 5 sierpnia 1905 r. – letnie
- Pavel Krupinský i Matthias Nitsch, 22 marca 1936 r. – zimowe.